# Leptopsyllus typicus
Leptopsyllus typicus är en kräftdjursart som beskrevs av T. Scott 1894. Leptopsyllus typicus ingår i släktet Leptopsyllus och familjen Paramesochridae. Inga underarter finns listade i Catalogue of Life.